# Never Alone (jeu vidéo)
Cette page contient des caractères spéciaux ou non latins. S’ils s’affichent mal (▯, ?, etc.), consultez la page d’aide Unicode.
Pour les articles homonymes, voir Never Alone.
Never Alone, également appelé Kisima Inŋitchuŋa (« Je ne suis pas seul »), est un jeu vidéo de réflexion développé par Upper One Games et édité par E-Line Media sur PC, Mac OS, Linux, PlayStation 3, PlayStation 4, PlayStation Vita, Wii U et Xbox One, sorti en 2014.
Le joueur résout des casse-têtes, permutant entre une jeune iñupiat appelée Nuna et son renard polaire, dans une histoire qui s'inspire des contes des autochtones de l'Alaska narrés aux travers des huit chapitres.

## Synopsis
Le joueur incarne une fille iñupiaq, appelée Nuna, et son renard arctique . En tant que « jeu de plateforme atmosphérique », les puzzles de Never Alone vous permettent d'échanger de contrôle entre Nuna et le renard . Alors que le renard est rapide, Nuna peut ramasser des objets et ouvrir de nouvelles zones en utilisant son bola . L'histoire et sa structure sont basées sur la transmission intergénérationnelle de la sagesse. Raconté sous la forme d'un conte oral, contrairement aux jeux de plateformes traditionnels qui consistent à surmonter des obstacles et à vaincre des ennemis, Never Alone récompense les joueurs avec des « idées culturelles » à collectionner – des vignettes vidéo d'anciens iñupiaqs, de conteurs, et de membres de la communauté partageant leurs histoires . L'intrigue centrale consiste à découvrir la source du blizzard qui a ravagé le village de Nuna et à rétablir l'équilibre dans la nature . D'autres histoires incluses sont : Blizzard Man, les Little People, Manslayer, les Rolling Heads et les Sky People. Elle se déroule dans un environnement difficile . 

## Développement
Never Alone a été développé par Upper One Games en collaboration avec l'écrivain Ishmael Hope, un conteur et poète de l'héritage Iñupiaq et Tlingit,, et le Cook Inlet Tribal Council , une organisation à but non lucratif qui travaille avec des groupes autochtones vivant dans les zones urbaines de l'Alaska. Le Conseil s'est associé à la société d'éducation aux jeux vidéo E-Line Media et a créé l'idée de Never Alone dans le cadre d'une série qui « partage, célèbre et étend la culture [indigène] ». L'Upper One Games est le «premier développeur et éditeur de jeux vidéo appartenant à des autochtones dans l'histoire des États-Unis». Ils ont construit le jeu pour explorer « ce que signifie être humain » et des histoires intergénérationnelles. Il vise à la fois à partager les histoires de la culture indigène en tant que divertissement et à relancer l'intérêt pour le folklore indigène d'Alaska. Les bénéfices du jeu financeront la mission d'éducation du Conseil.
Le directeur créatif d'E-Line, Sean Vesce, a été enthousiasmé par l'opportunité de « pénétrer dans une communauté, d'en apprendre davantage sur une culture et d'essayer ensuite d'intégrer leurs valeurs et mythologies dans un jeu ». Vesce et son équipe ont fait « une douzaine de voyages en Alaska » pour rencontrer des membres de la communauté et recueillir des histoires et des images et ont été «époustouflés par la richesse, la beauté et la profondeur de cette tradition de la narration». Il s'est rendu compte que «rien de tout cela n'avait vraiment été exploré dans un jeu vidéo». Vesce a précédemment occupé des postes de direction chez Crystal Dynamics et Activision . Vesce a construit et dirigé une équipe de développement de 12 membres à Seattle, qui « 40 anciens autochtones d'Alaska, conteurs et membres de la communauté » pour créer le jeu . Never Alone a été intégré au moteur de jeu Unity . Un mode coopératif local est disponible.

## Accueil

### Critique
Never Alone a reçu des critiques « variées », selon l'agrégateur de critiques de jeux vidéo Metacritic .     
Les critiques ont noté positivement la conception artistique du jeu, qui mélange un style simple de bande dessinée avec des influences scrimshaw. Les vidéos documentaires incluses ont également été remarquées comme « éducatifs » et « amusants », en faisant « un excellent travail pour donner un contexte culturel » au jeu.

Les éléments de plate-forme de Never Alone étaient plus conflictuels. Certains critiques ont qualifié le jeu de « frustrant », notant des contrôles imprécis et un comportement incohérent des personnages du jeu. Cependant, d'autres critiques ont estimé que le gameplay était diversifié et « satisfaisant ».  

### Récompenses
Never Alone a reçu de nombreuses distinctions, notamment le British Academy Award du meilleur jeu  et du jeu de l'année et le prix de l'impact le plus significatif  de l'organisation Games for Change. En 2015, Never Alone a également été nommé pour une réalisation exceptionnelle dans la direction de jeux  de DICE, meilleur premier jeu  aux Game Developers Choice Awards, et Matthew Crump Cultural Innovation Award de SXSW Gaming Awards. En 2014, Never Alone était finaliste de la sélection officielle à Indiecade. Il a également reçu le Peabody Award de la meilleure narration immersive et interactive.
Le jeu a reçu une mention honorable à l'Independent Games Festival 2015 dans la catégorie Excellence en Narration.